# Dina Levačić
Dina Levačić (Split, 1996.) je hrvatska daljinska plivačica i prva Hrvatica koja je preplivala La Manche. Ujedno je tek šesta osoba i druga žena u povijesti daljinskog plivanja koja je za 90 dana isplivala trostruku krunu daljinskog plivanja: mostove Manhattana u New York Cityju, Kalifornijski zaljev od otoka Cataline do San Pedra te La Manche. Levačić je preplivala svih velikih sedam plivačkih maratona Oceanovih sedam.

## Životopis
Rođena je u Splitu 1996. godine. Podrijetlom je s Ista. Članica je kluba daljinskog plivanja Split, stanuje u Mravincima kod Solina.[nedostaje izvor]
Na svim maratonima prati je majka Željana, treneri su joj Karla i Slaven Šitić. Studentica je Edukacijsko-rehabilitacijskog fakulteta u Zagrebu.[nedostaje izvor]

### Daljinsko plivanje
Godine 2014. uspješno je sudjelovala na argentinskoj turneji. Najprije je bila četvrta na maratonu u Rosariju, potom šesta na 57 kilometara dugom maratonu između gradova Santa Fe i Coronde. Na kraju turneje isplivala je Hernandarias Parana, najduži plivački maraton na svijetu (88 kilometara) koji se pliva u muljevitoj rijeci Parani. Isplivala ga je za manje od 10 i pol sati i završila na 5. mjestu.
U kolovozu 2019. godine Levačić je preplivala japanski Prolaz Tsugaru za 7 sati i 13 minuta s jednim od najboljih vremena. Levačić je tako završila četvrti od sedam plivačkih maratona Oceanovih sedam. Time je postala tek 67. osoba na svijetu koja je to napravila.[nedostaje izvor]
Zadnji plivački maraton završila je 14. ožujka 2023. i time postala najmlađa žena koja je preplivala svih sedam maratona.
U veljači 2024. postala je prva Hrvatica i 19. osoba na svijetu koja je preplivala False Bay u Južnoj Africi.

## Nagrade
- plivačica godine na otvorenim vodama 2023. u izboru WOWSA-e[7]

## Vanjske poveznice
- Službena Facebook stranica
- Osobna stranica Dine Levačić
- Rezultati Dina Levačić@opewaterpedia